# Pierre-Yves Cusset
 (février 2022).
Pierre-Yves Cusset est un sociologue français, ancien élève de l’École normale supérieure Paris-Saclay, agrégé de sciences économiques et sociales et titulaire d’un DEA de sociologie (ENS Paris-Saclay).
Au Commissariat général du Plan, il a été rapporteur de l’instance d’évaluation de la politique de formation continue des agents de l’État.
Il a animé, avec Olivier Galland et François de Singly, un groupe de travail sur l’avenir de la sociabilité et des liens sociaux.
Il est chargé de mission à France Stratégie, où il travaille sur les modèles de protection sociale et aux relations entre les générations.